# Mittelpunkt (Diakritisches Zeichen)
| Diakritische Zeichen       | Diakritische Zeichen |
| Bezeichnung                | Zeichen              |
| -------------------------- | -------------------- |
| Akut, einfach              | ◌́                    |
| Akut, doppelt              | ◌̋                    |
| Breve, darüber             | ◌̆                    |
| Breve, darunter            | ◌̮                    |
| Cedille, darunter          | ◌̧                    |
| Cedille, darüber           | ◌̒                    |
| Gravis, einfach            | ◌̀                    |
| Gravis, doppelt            | ◌̏                    |
| Haken                      | ◌̉                    |
| Hatschek                   | ◌̌                    |
| Horn                       | ◌̛                    |
| Komma, darunter            | ◌̦                    |
| Koronis                    | ◌̓                    |
| Makron, darüber            | ◌̄                    |
| Makron, darunter           | ◌̱                    |
| Mittelpunkt                | ·                    |
| Ogonek                     | ◌̨                    |
| Punkt, darüber             | ◌̇                    |
| Punkt, darunter            | ◌̣                    |
| Querstrich                 | ◌̶                    |
| Ring, darüber              | ◌̊                    |
| Ring, darunter             | ◌̥                    |
| diakritischer Schrägstrich | ◌̷                    |
| Spiritus asper             | ◌̔                    |
| Spiritus lenis             | ◌̓                    |
| Tilde, darüber             | ◌̃                    |
| Tilde, darunter            | ◌̰                    |
| Trema, darüber             | ◌̈                    |
| Trema, darunter            | ◌̤                    |
| Zirkumflex                 | ◌̂                    |

Der Mittelpunkt ist ein diakritisches Zeichen.
Er dient dazu, im Katalanischen eine Lautveränderung zu umgehen. Im Hebräischen wird ggf. eine Aussprachevariante damit gekennzeichnet.

## Verwendung

### Frankoprovenzalisch
Im Frankoprovenzalischen dient ein nachgestellter Mittelpunkt zur Unterscheidung folgender Grapheme:
- ch· [⁠ʃ⁠], gegenüber ch [⁠ts⁠]
- j· [⁠ʒ⁠], gegenüber j [⁠dz⁠]
- g· (vor e, i) [⁠ʒ⁠], gegenüber g (vor e, i) [⁠dz⁠]

### Hebräisch
Unicode bietet zur Darstellung des Dagesch, des Mappiq und des Punktes im Schuruq das gemeinsame Schriftzeichen U+05BC hebrew point dagesh or mappiq an.

### Iberisch
Da der Digraph ll einen eigenen Lautwert [ʎ] hat, wird das L·L zur Schreibung verwendet. In katalanischsprachigen Texten wird aber üblicherweise die Darstellung mit L· vorgezogen, also ein L mit nachfolgendem · (Mittelpunkt). Die typografische Empfehlung der Universität Pompeu Fabra sieht hierfür einen optischen Ausgleich des Zeichenabstandes vor.